# Leptanthura apalpata
Leptanthura apalpata là một loài chân đều trong họ Leptanthuridae. Loài này được Wägele miêu tả khoa học năm 1981.